# Leopoldo Calvo Sotelo
Leopoldo Calvo Sotelo (n. 14 aprilie 1926, Madrid, Noua Castilie⁠(d), Spania – d. 3 mai 2008, Pozuelo de Alarcón⁠(d), Spania), a fost un politician spaniol care a îndeplinit funcția de prim-ministru al Spaniei între anii 1981-1982, fiind precedat de Adolfo Suárez și succedat de Felipe González.